# Liste australischer Jagdflieger im Ersten Weltkrieg

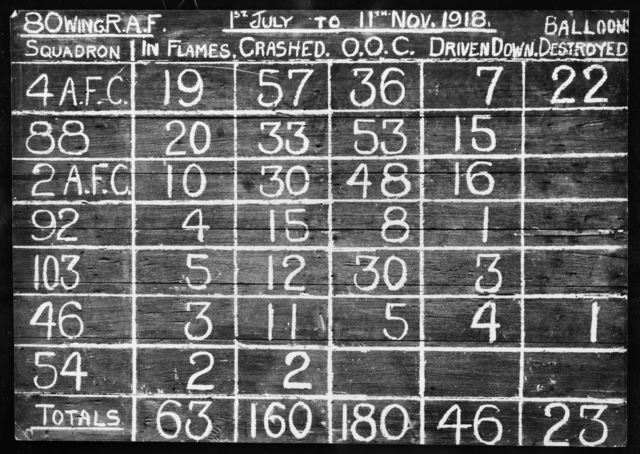
Serny, Frankreich, November 1918. Eine Anzeigetafel, auf der die Ansprüche auf feindliche Flugzeuge verzeichnet sind, die von Juli bis November 1918 vom No. 80 Wing RAF zerstört wurden. Zu den aufgeführten Staffeln gehören No. 2 Squadron, Australian Flying Corps und No. 4 Squadron, AFC. Die anderen Spalten tragen die Überschriften „In Flames“, „Crashed“, „OOC“ (Out of Control), „Driven Down“ und „Balloons Destroyed“.

Die Liste australischer Jagdflieger im Ersten Weltkrieg führt herausragende australische Jagdflieger im von 1914 bis 1918 dauernden Ersten Weltkrieg auf. Als Fliegerass wurden Jagdflieger bezeichnet, die mindestens fünf bestätigte Luftsiege erreichten. Je nach Zählweise gehörten dazu geteilte oder ungeteilte Luftsiege. Es gab 61 aus Australien stammende Piloten, die als Fliegerass aus dem Ersten Weltkrieg hervorgingen, aber auch weitere Flieger, denen mehr als fünf Abschüsse in der Position des Gunners zuerkannt wurden. Einige dieser Flugasse spielten in der Folgezeit wichtige Rollen in der Geschichte der Luftfahrt in Australien.

## Übersicht
In dieser Tabelle sind die australischen Jagdflieger aufgelistet, die im Ersten Weltkrieg kämpften und mindestens 10 bestätigte Luftsiege erreicht haben. Ergänzt wird die Liste um weitere Fliegerasse, die aus weiteren Gründen herausragende Bedeutung haben.
- Name
- Dienstgrad
- Zahl der bestätigten Luftsiege
- Auszeichnungen
- Einheit
- Todesdatum (†)

Anmerkung: Die Liste ist sortierbar: Durch Anklicken eines Spaltenkopfes wird die Liste nach dieser Spalte sortiert, zweimaliges Anklicken kehrt die Sortierung um.
| Name                        | Bild | Rang              | Luftsiege | Auszeichnungen                 | Einheit/Squadron No. | Todesdatum         | Bemerkungen |
| --------------------------- | ---- | ----------------- | --------- | ------------------------------ | -------------------- | ------------------ | --- |
| Robert Alexander Little     |      | Captain           | 47        | DSO, DFC, CdG                  | 8. RNAS / 203. RAF   | 27. Mai 1918       | Wurde am 21. April 1918 von Vzfeldw. Friedrich Ehmann abgeschossen. Diesen Abschuss überlebte er.                                         |
| Roderic Dallas              |      | Major             | 39        | DSC, DSO, CdG                  | 1. RNAS / 40. RAF    | 1. Juni 1918       | Wurde am 1. Juni 1918 von Lt. d.R. Johannes Werner abgeschossen                                                                           |
| Harry Cobby                 |      | Air Commodore     | 29        | CBE, DSO, DFC                  | 4. AFC               | 11. November 1955  | später RAAF-Squadron Leader |
| Elwyn Roy King              |      | Group captain     | 26        | DSO, DFC                       | 4. AFC               | 28. November 1941  | später Larkin-Pilot, im 2. WK RAAF-Fluglehrer                                                                                             |
| Alexander Augustus Pentland |      | Captain           | 23        | MC, DFC, AFC                   | 19. RFC/87. RAF      | 3. November 1983   | später ANA-Pilot, im 2. WK RAAF-Fluglehrer                                                                                                |
| Edgar McCloughry            |      | Air vice-marshal  | 21        | CB, CBE, DSO, DFC              | 23. RFC/4. AFC       | 15. November 1972  | später RAF-Vice Air Marshal |
| Richard Minifie             |      | Squadron leader   | 21        | DSC                            | 1. RNAS              | 31. März 1969      | Wurde am 17. März 1918 von Vzfeldw. Friedrich Ehmann abgeschossen. Diesen Abschuss überlebte er. Später Müller und im 2. WK RAAF-Offizier |
| Edgar Charles Johnston      |      | Captain           | 20        | DFC                            | 24. RFC/88. RFC      | 22. Mai 1988       | Später ziviler Chef der Luftfahrtbehörde Australiens                                                                                      |
| Andrew Cowper               |      | Squadron leader   | 19        | MC                             | 24. RFC              | 25. Juni 1980      | später Gärtner, im 2. WK RAAF-Offizier |
| Cedric Howell               |      | Captain           | 19        | DSO, MC, DFC                   | 45. RFC              | 10. Dezember 1919  | starb im zivilen Luftrennen England-Australien                                                                                            |
| Fred Parkinson Holliday     |      | Group captain     | 17        | DSO, MC, AFC                   | 48. RFC              | 5. März 1960       | später kanadischer Vorstand von Swedish Electric                                                                                          |
| Allan Hepburn               |      | Wing commander    | 16        | DFC                            | 40. RFC/88. RFC      | 21. Juli 1975      | später ziviler Luftfahrtbeamter in Australien und Kanada                                                                                  |
| Francis Ryan Smith          |      | Squadron leader   | 16        | MC, DFC                        | 2. AFC               | 24. Dezember 1961  | später Luftfahrtunternehmer in China, im 2. WK RAAF-Fluglehrer                                                                            |
| John Rutherford Gordon      |      | Wing Commander    | 15        | MC                             | 62. RFC              | 11. Dezember 1978  | im 2. WK RAAF-Offizier |
| Roy Cecil Phillipps         |      | Squadron leader   | 15        | MC, DFC                        | 32. RFC / 2. AFC     | 21. Mai 1941       | |
| Arthur Coningham            |      | Air Marshal       | 14        | DSO, MC, DFC                   | RFC/RAF              | 30. Januar 1948    | später Air Marshal (Generalleutnant) der RAF                                                                                              |
| Herbert Gilles Watson       |      | Flight lieutenant | 14        | DFC                            | 4. AFC               | 29. März 1942      | später Pferdezüchter |
| Harold A. Hamersley         |      | Captain           | 13        | MC                             | 60. RFC              | 4. Dezember 1967   | später Testpilot und Group Captain |
| Eric John Stephens          |      | Captain           | 13        | DFC                            | 41. RFC              | 25. Januar 1967    | später Quantas-Pilot |
| Thomas Baker                |      | Captain           | 12        | DFC, MC                        | 4. AFC               | 4. November 1918   | Wurde von Carl Bolle abgeschossen. |
| Raymond Brownell            |      | Air commodore     | 12        | CBE, MC                        | 45. RFC              | 12. April 1974     | später RAAF-Offizier |
| Roby Lewis Manuel           |      |                   | 12        | DFC                            | 2. AFC               | 18. Oktober 1975   | später Farmer, im 2. WK in der RAAF |
| Cecil Roy Richards          |      |                   | 12        | MC                             | 20. RFC              | 28. März 1973      | |
| Leonard Taplin              |      |                   | 12        | DFC                            | 1. AFC               | 8. Juli 1961       | später erster regulärer Luftlinienpilot Australiens, dann Unternehmer                                                                     |
| Ross Macpherson Smith       |      |                   | 11        | KBE, MC, DFC, AFC              | AFC                  | 13. April 1922     | gewann das England-Australien-Rennen 1919                                                                                                 |
| Henry Garnet Forrest        |      | Captain           | 11        | DFC                            | 2. AFC               | 3. Dezember 1945   | |
| Geoffrey H. Hooper          |      |                   | 11        | MC, DFC                        | 11. RFC / 20. RAF    | ?                  | |
| Geoffrey Forrest Hughes     |      |                   | 11        | MC, AFC                        | 10. RFC              | 13. September 1951 | später Rechtsanwalt, im 2. WK RAAF-Offizier                                                                                               |
| Herbert Joseph Larkin       |      |                   | 11        | DFC, Croix de Guerre           | 5. RFC / 87. RFC     | 10. Juni 1972      | gründete die Fluggesellschaft LASCO und die Larkin Aircraft Supply Company                                                                |
| Alfred Shepherd             |      | Second Lieutenant | 10        | DSO, MC,                       | 29. RFC              | 20. Juli 1917      | Wurde am 20. Juli 1917 von Lt. Alfred Niederhoff von der Jasta 20 abgeschossen                                                            |
| Adrian Cole                 |      |                   | 10        | CBE, DSO, MC, DFC              | 1. AFC / 2. AFC      | 14. Februar 1966   | später Zivilpilot, im 2. WK RAAF-Air Vice Marshal                                                                                         |
| Stanley Goble               |      |                   | 10        | CBE, DSO, DFC, Croix de Guerre | 8. RNAS / 5. RNAS    | 24. Juli 1948      | später Vice Air Marshal der RAAF |
| Peter Drummond              |      |                   | 8         | KCB, DSO, OBE                  | 1. AFC / 145. RAF    | 27. März 1945      | blieb in Großbritannien, später Air Marshal der RAF                                                                                       |
| Lancelot Richardson         |      | Captain           | 7         | MC                             | 25. RFC              | 13. April 1917     | Wurde am 13. April 1917 von Hans Klein abgeschossen.                                                                                      |
| George Jones                |      |                   | 7         | KBE, COB, DFC                  | AFC                  | 24. August 1992    | später Air Marshal der RAAF |
| Paul McGinness              |      |                   | 7         | DFC                            | 1. AFC               | 25. Januar 1952    | später Flugpionier, gründete mit Hudson Fysh Q.A.N.T.A.S.                                                                                 |
| Garnet Malley               |      |                   | 6         | MC, AFC                        | 4. AFC               | 20. Mai 1961       | später Luftkampf-Berater von Chiang Kai-shek, im 2. WK RAAF-Offizier                                                                      |
| Hudson Fysh                 |      |                   | 5         | KBE, DFC                       | 67. RFC / 1. AFC     | 6. April 1974      | später Flugpionier, gründete mit Paul McGinness Q.A.N.T.A.S.                                                                              |
| Les Holden                  |      |                   | 5         | MC, AFC                        | 2. AFC               | 18. September 1932 | später Flugpionier, gründete Holden’s Air Transport Services                                                                              |
| Patrick Gordon Taylor       |      |                   | 5         | MC                             | 67. RFC              | 15. Dezember 1966  | später Navigator und Kopilot von Charles Kingsford Smith, Autor, Ritterschlag 1954                                                        |